# 아우구스투프군

포들라스키에주 지도에 표시된 아우구스투프군의 위치

아우구스투프군(폴란드어: powiat augustowski)은 폴란드 포들라스키에주에 위치한 군으로 군청 소재지는 아우구스투프이며 면적은 1,658.27km2, 인구는 58,205명(2019년 기준), 인구 밀도는 35명/km2이다.
남동쪽으로는 소쿠카군, 남쪽으로는 몬키군, 서쪽으로는 그라예보군, 바르미아마주리주 에우크군, 북쪽으로는 수바우키군, 북동쪽으로는 세이니군과 접하며 동쪽으로는 벨라루스와 국경을 접한다. 7개 지방 자치체(1개 도시, 1개 도시형 농촌, 5개 농촌)를 관할한다.

군기
군 문장